# Benedicto Triana
José Benedicto Triana (Chocontá, Cundinamarca, 1 de junio de 1785-Vetas, 1840) fue un militar colombiano. Participó en la conspiración septembrina, contra Simón Bolívar en 1828.

## Biografía
Nacido en Chocontá (Cundinamarca), se unió al Ejército libertador el 20 de julio de 1810, bajo el mando de Antonio Nariño. Participó en la guerra de Independencia de Colombia, llegando a ser capitán de Artillería. Por su participación en la conspiración septembrina, contra Simón Bolívar en 1828, fue condenado a 8 años de prisión en Cartagena.
Murió asesinado en 1840, en la montaña de Vetas (Santander) a la edad de 51 años.

## Homenajes
Un batallón de la Cuarta División del Ejército Nacional de Colombia lleva su nombre.